# Andy Kuhn
Pour les articles homonymes, voir Kuhn.
Andy Kuhn est un dessinateur de comics.

## Travaux
Andy Kuhn commence à travailler dans les comics à partir des années 1990. Il est aussi bien présent chez les éditeurs importants que chez les indépendants. Pour DC Comics il dessine The Flash, Teen Titans, Justice League 3000 ; pour Marvel Marvel Adventures et Young Ancient One sur un scénario de Rob Worley ; pour Dark Horse Comics il reprend le personnage de Conan le barbare et chez Image Comics il crée avec Phil Hester la série Firebreather qui est ensuite adaptée en film d'animation,,.